# Szikszai Lajos
Szamosújlaki Szikszai Lajos (Szilágysámson, 1825. november 25. – Zilah, 1897. augusztus 31.) Szilágy vármegye alispánja, 1848-as forradalmár és szabadságharcos, politikus, az Országgyűlés tagja, királyi tanácsos és műgyűjtő. A Szilágyság és Zilah 19. századvégi politikai, gazdasági és kulturális életének egyik meghatározó alakja volt.

## Életpályája
1825. november 25-én Szilágysámsonban, a kisnemesi szamosújlaki Szikszay családban született a szamosújlaki születésű Szikszai Imre és désházi Petkes Anna gyermekeként. Szilágysámsoni tanulmányait követően, 1840-ben a Zilahi Református Kollégium diákja lett, majd 1844-től Kolozsváron jogot és 1846-tól Nagyszebenben német nyelvet tanult.
Részt vett az 1848–49-es forradalom és szabadságharc eseményeiben is. 1848. május 28-án közlegényként vonult be a szegedi 3. honvéd-zászlóaljba, de csakhamar  honvéd századosi rangig jutott. 1848. július 14-én részt vett a szenttamási-, 1849. március 5-én a szolnoki- és április 4-én a tápióbicskei csatákban. Hegyesi Márton hiteles adatokra alapozva állítja, hogy nem Földváry Károly, hanem Szikszai volt az, aki a 9. zászlóalj zászlajával kezében átvezette a Tápió hídján a 3. és 9. zászlóaljakat.
1849. április 23-án a komáromi várban Görgei a harcokban tanúsított hősiességéért katonai érdemrendet adott át neki.
Ugyancsak részt vett az isaszegi-, a váci- és a nagysallói csatákban, illetve Buda ostrománál, a peredi harcokban és Ószőny visszavételénél is.
A világosi fegyverletétel után az olmützi császári 54. morva ezredhez sorozták be közlegénynek.
Miután hazatért a császári katonaságból, visszavonult szülőfalujába és feleségül vette Kaáli Nagy Ágnest (1834–Zilah, 1902. május 15.),
 akinek a szülei kaáli Nagy Dániel, földbirtokos és Antal Ágnes (1786–1880) voltak. Frigyükből nem született gyermek, csak Kovács Ida nevelt leányuk maradt hátra.
1897. augusztus 31-én szívszélhűdésben halt meg. Sírja a zilahi nagytemetőben található.

## Politikai pályafutása
1861-ben közhivatalnoki pályára lépett, amikor a Diósadi járás alszolgabírójává választották. 1862-ben ügyvédi oklevelet szerzett, majd miután a Wesselényi család őt bízta meg az ál-Wesselényi (Balla Gergely) elleni perrel, országos hírnévre tett szert. Zilah legkeresettebb jogászaként 1875 és 1881 között a zilahi választókerület országgyűlési képviselője volt. Az országgyűlés és a Szabadelvű Párt tisztelt tagjaként a nyilvános üléseken ugyan ritkán szólalt föl, de a bizottságokban annál inkább érvényesítette tudását és széles körű tapasztalatait. 1881 után különféle bizottságokban tevékenykedett és Tisza Kálmán szabadelvű politikáját támogatta. 1883. december 18-án közfelkiáltással egyhangúlag alispánná választották, majd 1889-ben királyi tanácsosi címet kapott. 1889-ben és 1895-ben is újra megerősítették alispáni tisztségében.

### Zilah fejlődése

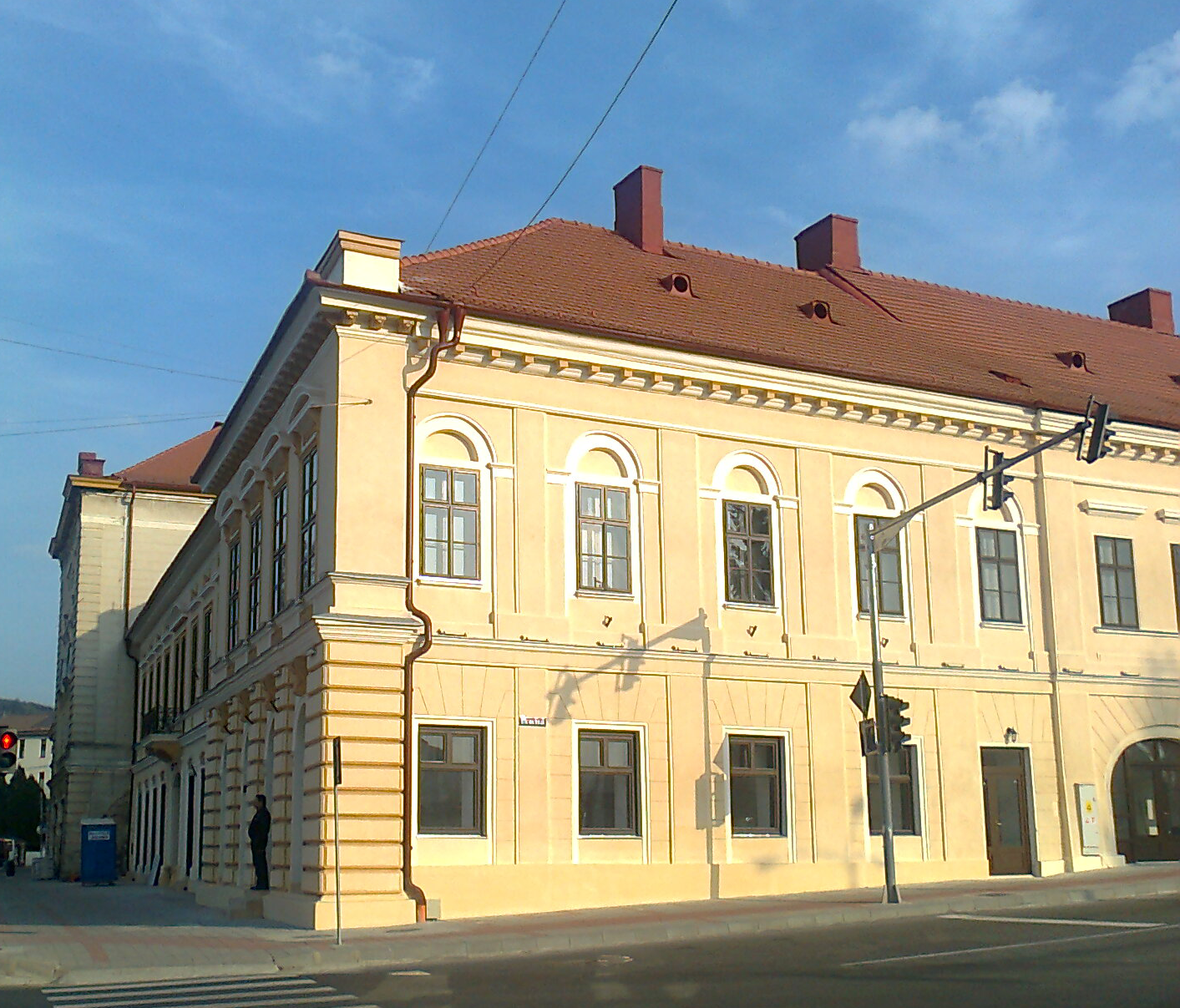
A Szikszai Lajos idejében épült zilahi Vigadó épülete

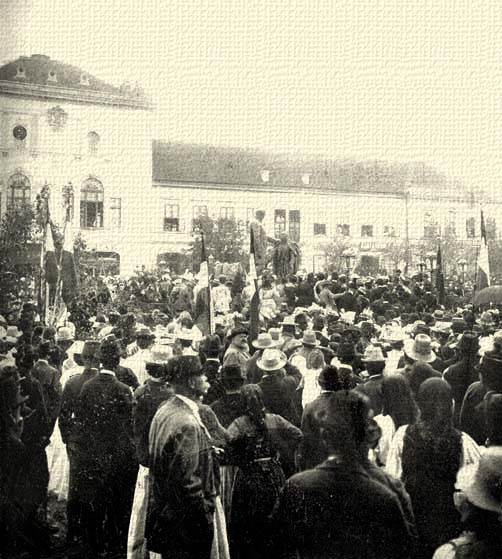
A Wesselényi-szobor avatása Szikszai halála után, 1902-ben

Tudományos érvelésének volt köszönhető, hogy 1876-os megyerendezéskor nem Szilágysomlyó, hanem Zilah lett Szilágy vármegye székhelye.
Munkássága idején Zilah hatalmas fejlődésen ment keresztül. Ekkor alakították ki a város főterét, melyen megépült a vármegyei- és a törvényszéki palota (a mai polgármesteri hivatal) és a Vigadó épületsora is. A Szénáskertben megkezdték az 1893-tól működő vármegyei kórház építését. A gazdasági élet fellendítését szolgálta az 1887-ben megépített, Zilah és Nagykároly, illetve az 1890-ben átadott Zilah és Dés között közlekedő vasútvonal és az 1894-ben beindult első üzem is, a téglagyár. Ő gondoskodott egy fogház építtetéséről is, illetve a kisdedóvókra és egyéb közművelődési célokra évi 3%-os pótadót szavaztatott meg.
Egyénisége, sokoldalú műveltsége a vármegye és Zilah szellemi életére is hatással volt. Számos egyesület alakul, melyeknek Szikszai is tagja, és támogatta a Wesselényi- és a Tuhutum-emlékmű felállításának gondolatát. Emellett a helyi lapokban cikkeket, családtörténeti írásokat, értekezéseket közölt. Szenvedélyes gyűjtője volt a régészeti tárgyaknak, a régi dokumentumoknak és könyveknek. Még életében 602 kötetet adományozott a Református Kollégium könyvtárának, régészeti gyűjteménye halála után a Kollégiumba került. Bár a két világháború igen megtizedelte az állományt. Ennek ellenére az 1951-ben megalakult zilahi Történelmi és Művészeti Múzeum alapgyűjteményét a Szikszai Lajos hagyatékából kikerülő kő- és bronzeszközök, illetve kerámiatöredékek alkották.
Honvédségi emlékrendezvényeket is szervezett. 1878-ban Szegeden, 1888-ban Nagyváradon megszervezte a 3. zászlóalj életben maradt tisztjei részére a 30., illetve a 40. évfordulós találkozót. Az 1898-as aradi 50 éves összejövetelre megjelent a 3-ik zászlóalj története is.

## Művei
Számos apró közleményt, cikkeket, családtörténeti írást, értekezést közölt a zilahi lapokban, illetve rendezvényeken is felolvasta tanulmányait.
- Hadadi báró Wesselényi Miklós emléke. Élet- és jellemrajz. Budapest, 1884. (1883. szeptember 24-én Wesselényi arcképének leleplezése alkalmával olvasta fel Zilahon)
- Alispáni jelentés Szilágy vármegye 1894. évi rendes közgyűléséhez a vármegye közállapotáról. Zilah, 1894.
- Levele Dénes Lajoshoz, Zilah, 1893. július 10. (Szilágy, 1897. 41. sz).[11]

## Emlékezete
- 1904. november 6-án a zilahi vármegyei közkórház parkjában felavatták mellszobrát. Az impériumváltásokat követően Dr. Berger János főorvos művét eltüntették.[12]
- Róla kapta egykori nevét az egyik zilahi park is, melyben az 1968-ban lerombolt Tuhutum-emlékmű is állt.[13][14][15]
- A szilágysámsoni általános iskola felvette a Szikszai Lajos Általános Iskola nevet